# Adão Ventura
Adão Ventura (Santo Antônio do Itambé, 5 de julho de 1939 – Belo Horizonte, 12 de junho de 2004) foi um poeta brasileiro.

## Biografia
Nasceu em 5 de julho de 1939, em Santo Antônio do Itambé, na época distrito do Serro, Minas Gerais. Filho de Sebastiana Ventura de Souza e José Ferreira dos Reis. É neto de escravizados das fazendas e minas da região do Vale do Jequitinhonha - pelo lado paterno, de Teodoro Ferreira dos Reis e Justina Maria de Jesus; e, do lado materno, de José Mariano de Souza e Raimunda Paulina de Souza. Passou sua infância no distrito, lembrança que marcaria profundamente a sua literatura. Mudou-se para a sede, para realizar seus estudos iniciais. Apaixonou-se desde cedo pela literatura, lendo tudo que lhe caísse nas mãos.
Posteriormente mudou-se para Belo Horizonte, onde concluiu seus estudos em 1971. Enquanto realizada sua graduação em Direito pela Universidade Federal de Minas Gerais, trabalhou como revisor do Suplemento Literário de Minas Gerais, importante orgão de divulgação literária oficial de Minas Gerais. Ao lado de outros autores, Adão Ventura integrou a chamada “Geração Suplemento”. Seus primeiros poemas foram publicados na Revista Literária da UFMG.
Seu primeiro livro, Abrir-se um abutre ou mesmo depois de deduzir dele o azul, foi publicado em 1970, sendo saudado pela crítica, e marcadamente influenciado pelo Surrealismo. Em 1973 foi convidado para lecionar Literatura Brasileira Contemporânea na Universidade do Novo México, nos Estados Unidos da América. Nessa empreitada participou do Congresso de Escritores Internacionais (International Writing Program) promovido pelo Departamento de Letras da Universidade de Iowa.
Nessa época conheceu pessoalmente a cultura afro-norte-americana, com destaque para o jazz, o blues e a literatura, bem como a luta pelos direitos civis dos afro-estadunidenses. Essas experiências foram importantes para o amadurecimento da sua produção literária, culminando em outra fase de sua poesia, focando na herança afrodescendente.
A esse respeito lançou em 1980, A cor da pele, uma série de poemas que versam sobre as experiências e visões de mundo de um homem negro brasileiro. Um dos poemas – “Negro Forro” – foi selecionado por Ítalo Moriconi para integrar a antologia Os cem melhores poemas do século. Seus poemas foram selecionados para diversas outras antologias, sendo traduzidos para o inglês, espanhol, alemão, húngaro, etc.
Foi roteirista e participante do filme Chapada do Norte, de 1979.
Na década de 1990, atuou como Juiz Classista, tendo também presidido a Fundação Palmares, cuja atuação, como seu segundo presidente, contribuiu para a consolidação dos valores e da missão dessa fundação. Sua militancia pelo movimento negro brasileiro era longa, tendo integrado, em 1988, juntamente com outros importantes personalidades, o Conselho Consultivo do programa nacional Centenário da Abolição da Escravatura.
Veio a falecer em 12 de junho de 2004, aos 64 anos, em Belo Horizonte, em decorrência de um câncer. Deixou diversos escritos inéditos, ainda não publicados. Sua biblioteca pessoal e inédita foi doada a Universidade Federal de Minas Gerais, alocada ao Acervo de Escritores Mineiros, do Centro de Estudos Literários e Culturais.

## Crítica
Rui Mourão demonstra uma transformação poética de Ventura, indo da "composição de sobrecarga metafórica e de decidido engajamento surrealista [...] a simplificação, para o discurso direto e seco”, cujo resultado, foi o ganho da função social poética. Fábio Lucas reafirma a proposição de Mourão, tratando sua poesia enquanto "um lirismo da revolta, um Cruz e Sousa às avessas".
Maria do Rosário Alves Pereira trata a poesia de Ventura como fundamental para a consolidação de "um sistema literário afrodescendente".
Gustavo Tanus na dissertação de mestrado defendida em 2017, no Programa de Pós-Graduação em Estudos Literários da UFMG, realizou uma discussão sobre as imagens do poeta afro-brasileiro Adão Ventura a partir de três instâncias: sua obra, a fortuna crítica sobre ela e o conjunto de registros documentais que compõem o seu acervo sediado no Acervo de Escritores Mineiros. Desde, então, continua publicando trabalhos acerca da vida e obra literária do poeta.

## Prêmios e honrarias
Em 1972 recebeu o Prêmio Literário Cidade de Belo Horizonte e em 1991 o Prêmio Fundação Cultural do Distrito Federal.
Em 1984 recebeu a Insígnia da Inconfidência por méritos relevantes como escritor.
Nos 80 anos de seu nascimento, foi homenageado pelo Suplemento Literário de Minas Gerais, com a edição: Adão Ventura – 80 anos, poesia à flor da pele.

## Obras

### Livros
- Abrir-se um abutre ou mesmo depois de deduzir dele o azul;[2]
- As musculaturas do arco do triunfo;[2]
- A cor da pele;[2]
- Pó-de-mico de macaco de circo;[2]
- Texturaafro;[2]
- Jequitinhonha (poemas do vale);[2]
- Litanias de cão.[2]